# 東石英山脈
72°0′S 165°5′E / 72.000°S 165.083°E
東石英山脈（英語：East Quartzite Range）是南極洲的山脈，位於維多利亞地，屬於康科德山脈的一部分，是國王山脈的西南部，處於西石英山脈以東9公里，全長22公里。